# René Llanas de Niubó
Renato Llanas de Niubó o René Llanas de Niubó (Barcelona, 1902-2 de marzo de 1968) fue un abogado, propagandista, periodista y publicista español.

## Biografía

### Primeros años
Nació en el seno de una familia católica y carlista. Su padre, Luis Llanas Marro (1876-1910), aragonés de Barbastro, murió cuando Renato era todavía niño. Su madre, Marthe de Niubó y de Loma (1881-1931), había nacido en París, de ahí que Renato hablase con fluidez el francés y prefiriese usar la variante francesa de su nombre: «René».
Graduado de bachiller en 1922, ingresó en la Unión Monárquica Nacional y, durante la dictadura de Primo de Rivera, en la Unión Patriótica, organización en la que participó como orador en diversos mítines en Barcelona.
Tras la dimisión de Miguel Primo de Rivera en 1930, formó parte de la renacida Unión Monárquica Nacional y fue vicepresidente de su sección del distrito de Gracia. Al proclamarse la Segunda República, la entidad sería clausurada.
En 1931 era vicesecretario de la Liga Social de Cristo Rey e impartía clases de historia en la Juventud Ciudadana Cultural, entidad vinculada al Centro de Defensa Social. Formaba parte asimismo del Comité de Acción Española que dirigía Pedro Vives Garriga, organización efímera que agrupaba a diversas entidades españolistas y de orden.

### Tradicionalismo
René Llanas de Niubó, que estudiaba en ese momento Medicina, ingresó poco después en la Agrupación Escolar Tradicionalista, rama estudiantil de la Comunión Tradicionalista. Colaboró asimismo con los monárquicos alfonsinos y en junio de 1931 presidió la Sección de Estudios Histórico-Religiosos de la Peña Blanca. En esta y otras muchas entidades empezó a impartir numerosas conferencias, en las que defendió la españolidad de Cataluña y su ideal de España católica, además de atacar el judaísmo, la masonería, el comunismo o la escuela laica.
En el año 1932 fue uno de los colaboradores del semanario Hispanidad (1932), dirigido por Pablo Sáenz de Barés, junto con albiñanistas y monárquicos alfonsinos.
Al producirse la intentona del General Sanjurjo el 10 de agosto de 1932, Llanas de Niubó fue detenido y encarcelado. La policía le había encontrado un fusil. Llanas había participado efectivamente en la conspiración, que en Barcelona estuvo dirigida por Jesús María de Iraola, en la que también estaban implicados un hijo del General Sanjurjo (Justo Sanjurjo), un hijo del General Despujol, Carlos López Manduley, Buenaventura Sánchez-Cañete y Julio de Lasarte Pessino, que murió en la víspera. Una comisión formada por representantes de entidades estudiantiles de diferentes signos ideológicos pidió su liberación y el rector realizó gestiones a este fin, sin éxito. Llanas de Niubó fue incluido en la candidatura Derecha de Cataluña formada por carlistas y alfonsinos para las elecciones al Parlamento de Cataluña de 1932. Finalmente fue liberado el 10 de noviembre, poco antes de los comicios.
Continuó su labor como publicista y sus actividades de propaganda. Entre marzo y abril participó además en las excursiones campestres del Requeté organizadas por José María Cunill y se encargó de arengar a los boinas rojas. Fue detenido de nuevo el 25 de julio de 1933.
En enero de 1934 presidió la constitución de la Agrupación Obrera Tradicionalista, que poco después cambió su nombre a Unión Gremial de Cataluña. La entidad defendía una respuesta corporativista al problema social, que ellos denominaban gremialismo o nacional-gremialismo. Ese año también estuvo en la junta de la Juventud Tradicionalista.
En 1934 participó en la creación de la entidad Propaganda Gráfica Tradicionalista junto con los escritores Benedicto Torralba de Damas y Antonio Pérez de Olaguer y sacaron el semanario El Fantasma. También escribía para El Correo Catalán.
Fue encarcelado nuevamente después del aplec carlista en Olesa de Montserrat de septiembre de 1934, en el que participaron centenares de tradicionalistas y alrededor de cien requetés uniformados.
Tras la revolución de octubre de 1934, se unió a la Agrupación de Acción Ciudadana Armada de Barcelona, creada por iniciativa del gobernador militar Domingo Batet.
Participó en charlas políticas de la Juventud Agraria y en conferencias y mítines de las Juventudes de Acción Popular (JAP), el centro del Partido Nacionalista Español, donde disertó sobre temas como «obrerismo y nacionalismo», y el «España Club».

### Bloque Nacional y Sindicatos Libres
El 21 de marzo de 1935 abogó por una candidatura unitaria de tradicionalistas y alfonsinos de cara a las siguientes elecciones. Tras la negativa de la Junta Regional Tradicionalista de Cataluña a constituir el Bloque Nacional en la región, Llanas de Niubó se apartó del tradicionalismo y fue el hombre de Calvo Sotelo en Barcelona para las tramas conspiracionistas.
Según José Fernando Mota Muñoz, en 1935 René Llanas de Niubó, «un clásico de todas las salsas», se había convertido en un personaje clave del Bloque Nacional y de Acción Ciudadana, así como en la revitalización de los Sindicatos Libres y los grupos antimasónicos. Pertenecía asimismo a la comisión organizadora del Homenaje a los Mártires de la Independencia.
Por sugerencia de Calvo Sotelo, René Llanas de Niubó se puso al frente de una Secretaría Técnica de los reconstituidos Sindicatos Libres, que estaban ahora en la órbita de Renovación Española y el Bloque Nacional, y él mismo se encargó también de la dirección de su periódico Unión Obrera, que volvía a publicarse. Llanas sería además el enlace entre los sindicalistas libres y los militares de la UME, que planeaban un alzamiento.
Desde las páginas de Unión Obrera, Llanas de Niubó expresó de este modo su relación con el fascismo: «lo único que tenemos en común con lo que llaman fascismo es el nacionalismo español y la lucha a muerte contra el comunismo, pero dentro de un esquema absolutamente tradicional».
En 1935 participó asimismo en la colección «Las Sectas», dirigida por Juan Tusquets, con un opúsculo titulado El judaísmo, denunciando la conspiración judeo-masónica. Para Llanas, los cuatro jinetes del Apocalipsis eran el judaísmo, la masonería, el comunismo y la muerte. Esta obra fue reproducida en la prensa tradicionalista y en Unión Obrera.
Ingresó después en la Agrupación de Juventudes Antimarxistas (AJA), organización financiada por la UME y Renovación Española y concebida como una filial de los Sindicatos Libres. Sus integrantes estaban bajo dirección militar y se les asignó el carácter de fuerzas de choque. Llanas de Niubó participó en su ciclo de conferencias antimarxistas y antiseparatistas.
Para Mota Muñoz, René Llanas de Niubó es un ejemplo de las pocas diferencias doctrinales que existían entre los diferentes grupos de extrema derecha españolista en la Barcelona de los años 30:

Un caso paradigmático es el de René Llanas de Niubó, que orgánicamente transita por todo el espacio monárquico, del carlismo al upetismo, del upetismo al alfonsismo, del alfonsismo vuelta al carlismo, del carlismo retorno al alfonsismo y con un papel destacado en el Bloque Nacional y los renacidos Sindicatos Libres. A Llanas de Niubó, milite donde milite en ese momento, lo mismo lo encontramos conferenciando para un círculo carlista que para la Peña Blanca, los albiñanistas, el España Club o los antimarxistas, que escribiendo para la colección «antisectaria» del padre Tusquets, en El Correo Catalán o en Unión Obrera.

### Guerra civil y posguerra
Al estallar la guerra civil española, fue condenado por «fascismo». Fue encarcelado y permaneció en prisión hasta la llegada de las tropas nacionales en 1939.
Tras la guerra, fue delegado de propaganda de la Jefatura Provincial de Falange Española Tradicionalista y de las JONS. También trabajó como profesor de Historia y Economía de la Diputación de Barcelona. Posteriormente fue profesor de la Escuela Social y continuó impartiendo conferencias sobre temas históricos y relacionados con el Movimiento Nacional. 
Dentro del régimen, estuvo adherido al movimiento carloctavista, pero abandonó esta agrupación y se retiró de la política activa en 1949, tras el fracaso de los carlistas partidarios del archiduque Carlos Pío de Habsburgo-Borbón en las elecciones municipales de 1948, del cual culpó al jefe regional, Pedro Roma Campi.
Abordó la cuestión sobre el origen de Cristóbal Colón y en 1964 escribió el libro El enigma de Cristóbal Colón, en el que sostuvo que el descubridor de América había nacido en Mallorca.
Aficionado a la caza, fue secretario de la Sociedad de Monteros de Cataluña, vocal federativo, miembro de honor de la Hermandad de San Humberto, vicepresidente de la Sociedad «La Torcaz» y diploma de honor de la caza concedido por la Federación Nacional.
Estuvo casado con Josefa María Sala Opisso, con quien tuvo un hijo, el juez Manuel Llanas Sala.

## Obras
- El Judaísmo (1935)
- Ley de arrendamientos urbanos (1947)
- La Pasión de Nuestro Señor Jesucristo (1953)
- Nimrud: Narraciones y hechos de caza (1958)
- El enigma de Cristóbal Colón (1964)